# Dolors Làzaro Palau
Dolors Làzaro Palau (Gràcia, Barcelona, 23 de desembre de 1934 - 21 de març de 2020) va ser una arqueòloga, excursionista i espeleòloga catalana.
Sòcia des de ben jove del Club Excursionista de Gràcia (CEG), es va formar a l'Escola de la Llotja i a l'Escola Massana. I es va diplomar en Arqueologia Hispànica a la Universitat de Barcelona. Va participar en nombroses excavacions arqueològiques per arreu de Catalunya, sota la direcció del Museu Arqueològic de Barcelona. Fou membre fundadora de la Societat Catalana d'Arqueologia i directora del Museu Municipal Josep Castellà Real dels Prats de Rei, a l'Anoia, des d'on va coordinar diverses tasques arqueològiques a la comarca de l'Anoia. Molt implicada en les activitats del Centre Excursionista de Gràcia, especialment en les seccions d'excursionisme i espeleologia, durant vint-i-cinc anys fou membre de la seva junta directiva, ostentant la vicepresidència des de l'any 1996 al 1999. Fou directora de la publicació de l'entitat Mai Enrere, degana de les revistes de Gràcia, entre els anys 2002 i 2016, compartint la direcció amb Cinta Barrero entre el 2002 i el 2007.
Durant la seva trajectòria vital, Làzaro estigué implicada en múltiples iniciatives i grups de treball en l'àmbit de la història local i la defensa de la identitat. Així, col·labora amb el grup "1850" de defensa de la identitat i els símbols històrics de Gràcia, que fou vila independent de Barcelona entre 1850 i 1897. També fou membre del Taller d'Història de Gràcia i directora de l'Escola d'Art Gràcia, de dibuix, pintura i ceràmica. Totes aquestes activitats les combinava amb la seva dedicació a l'empresa familiar, un establiment de barri dedicat al sector del vidre. Pel que fa a l'àmbit patriòtic, s'implicà amb l'associació Memorial 1714 del Fossar de les Moreres. Fou vicepresidenta del Centre d'Agermanament Occitano-Català, i també vicepresidenta de l'Institut de Projecció Exterior de la Cultura Catalana.